# Goldberg, Ludwigslust-Parchim

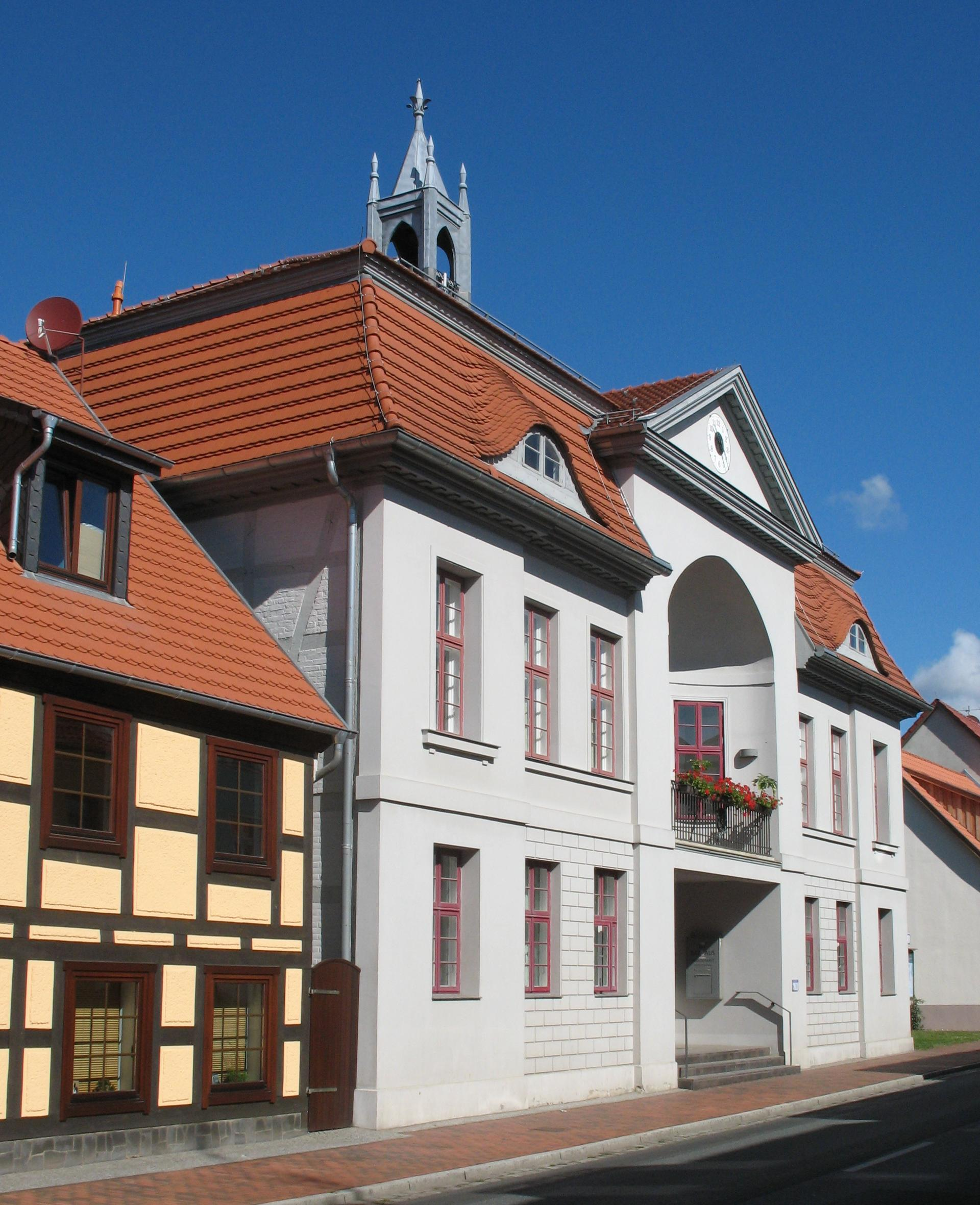

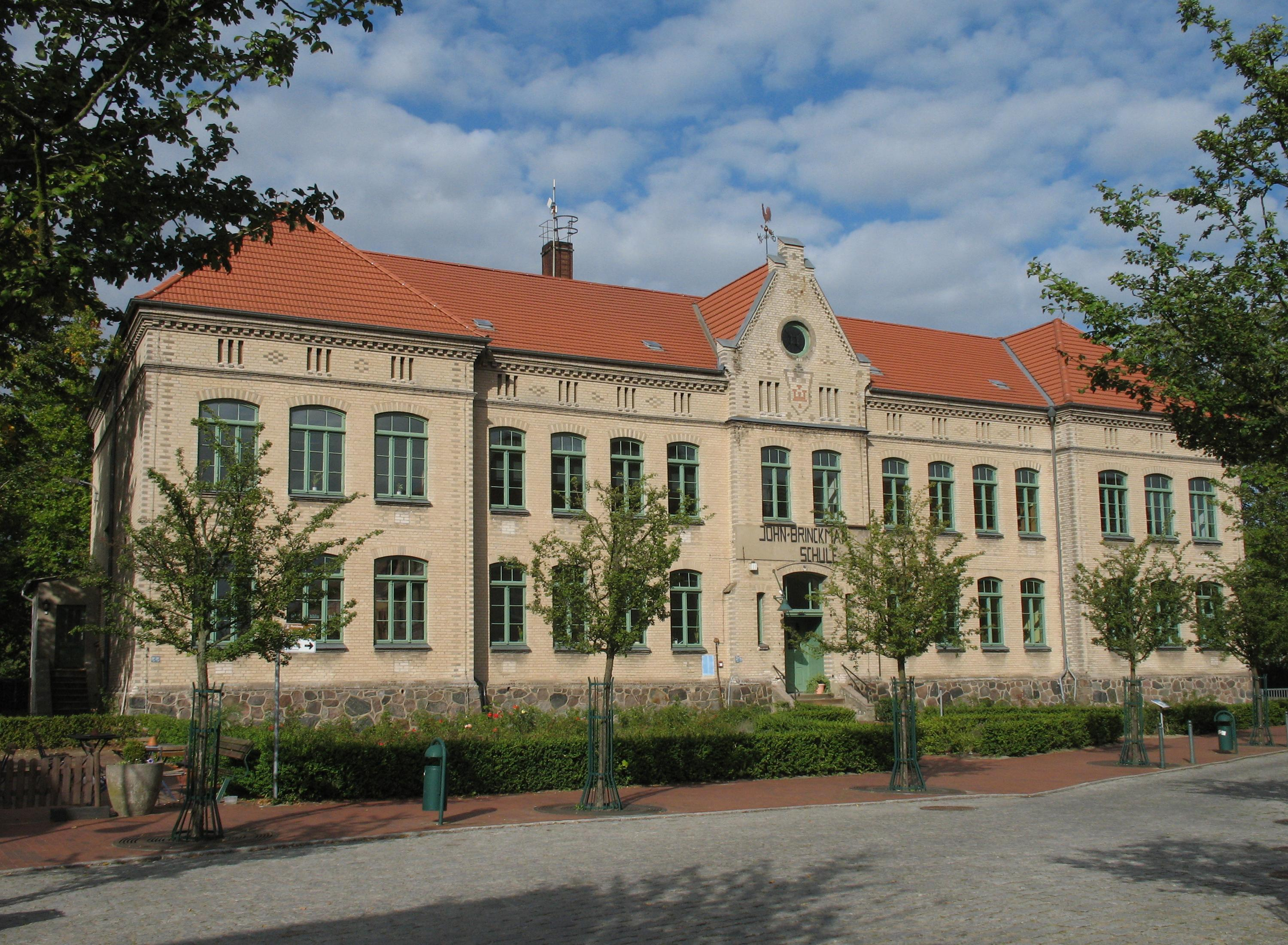

Goldberg là một thị trấn tại Ludwigslust-Parchim (trước thuộc huyện Parchim), bang Mecklenburg-Vorpommern, miền bắc nước Đức.

## Thư viện ảnh

Lange Straße
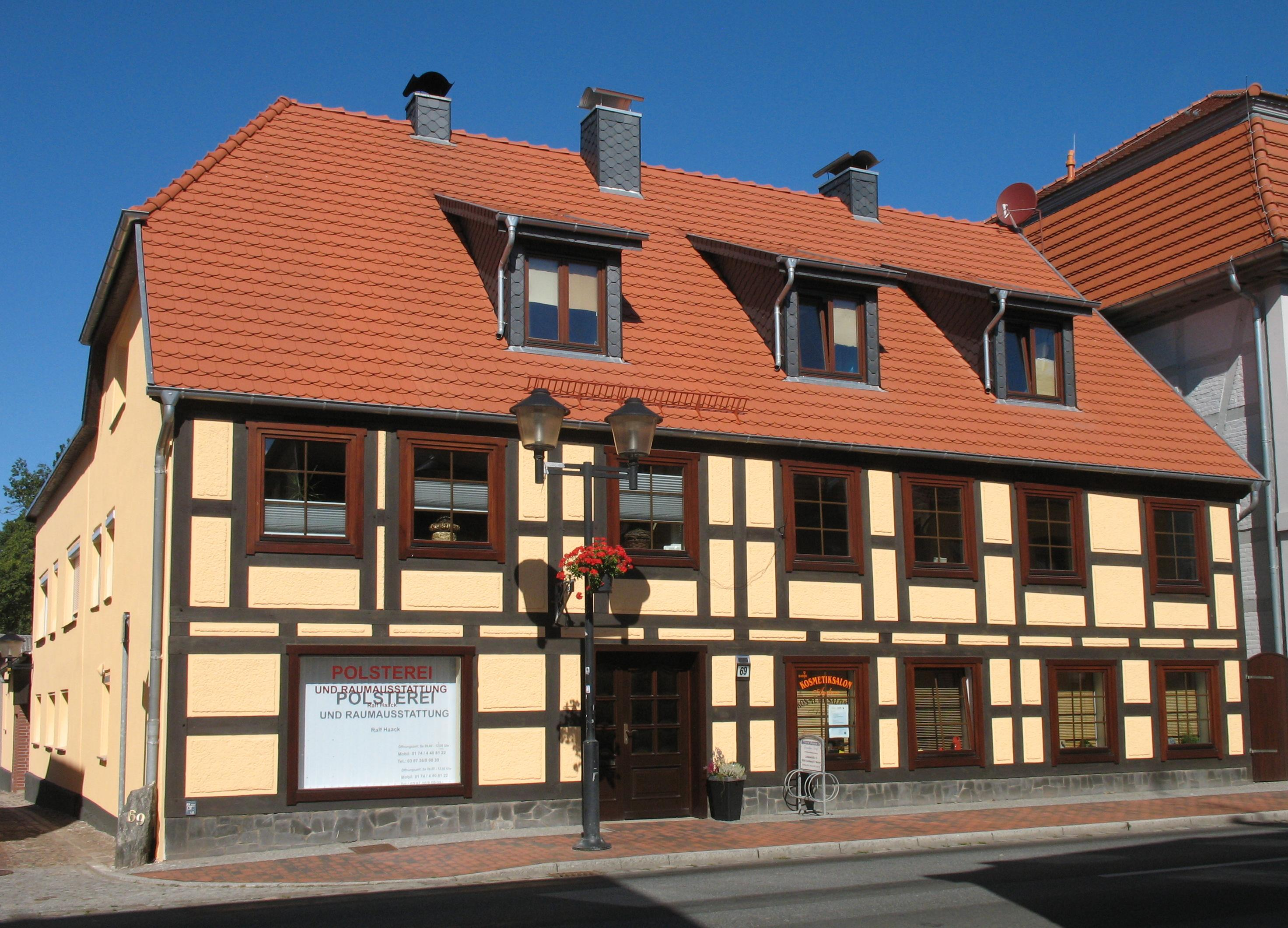
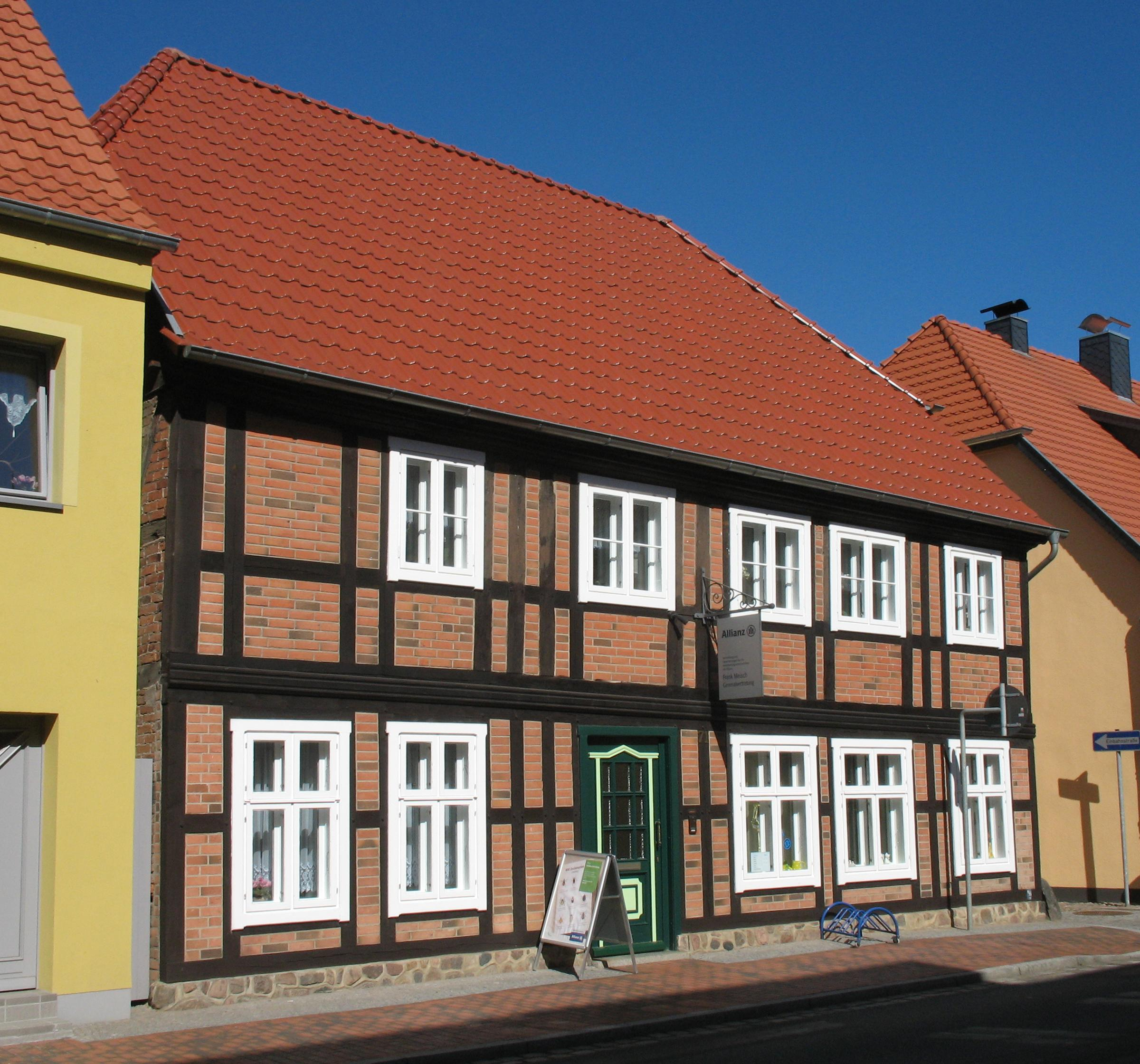
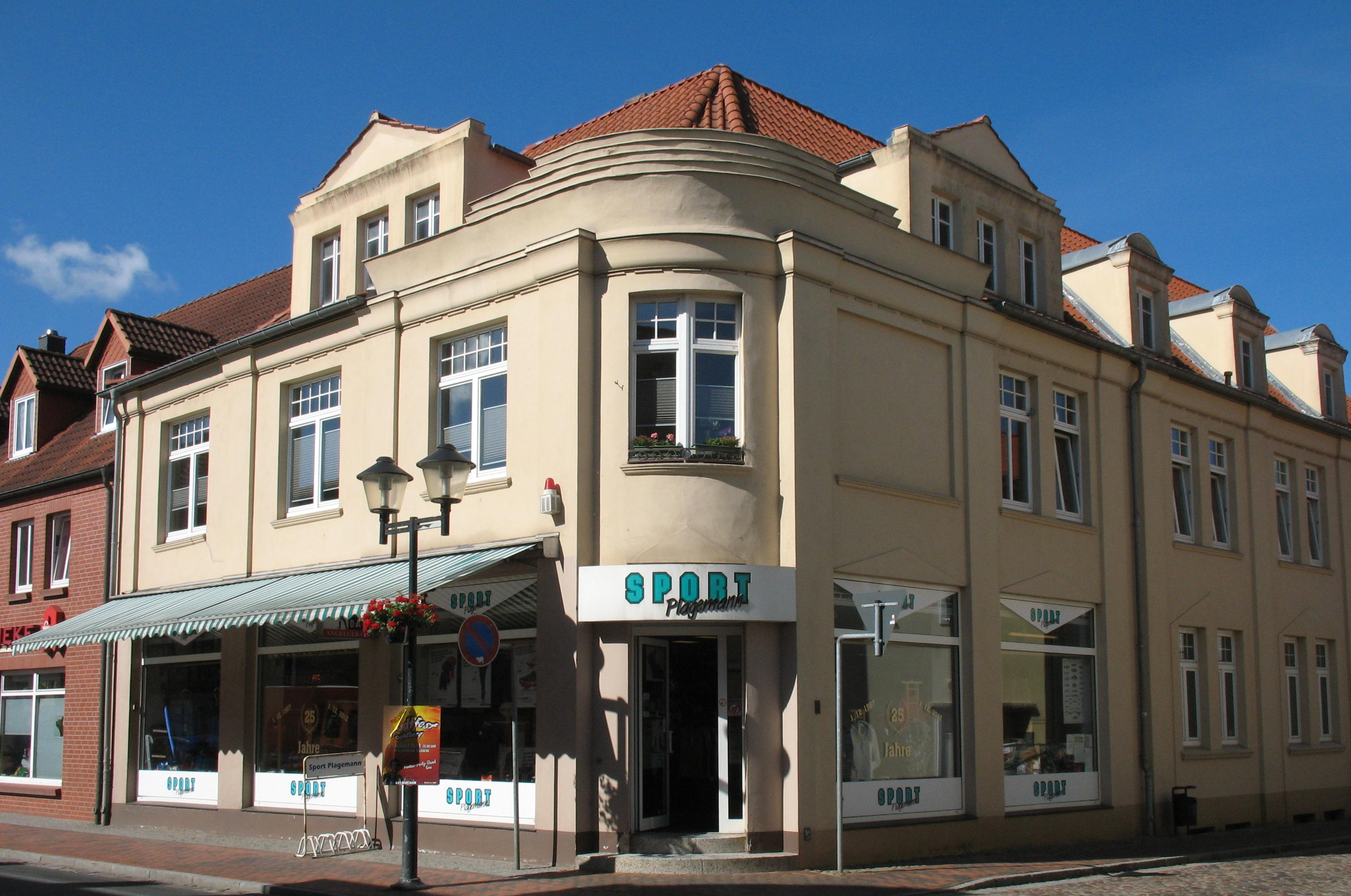
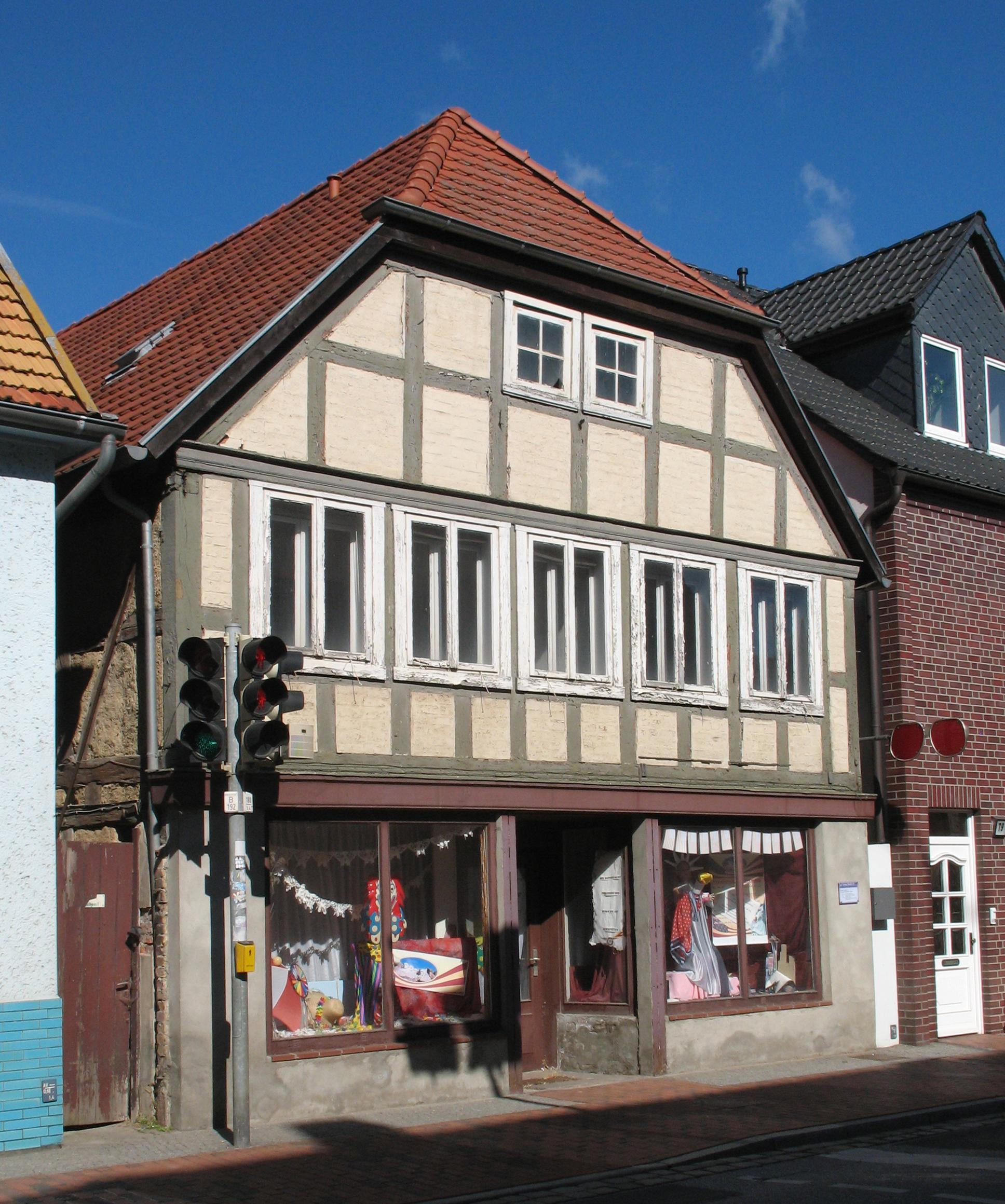
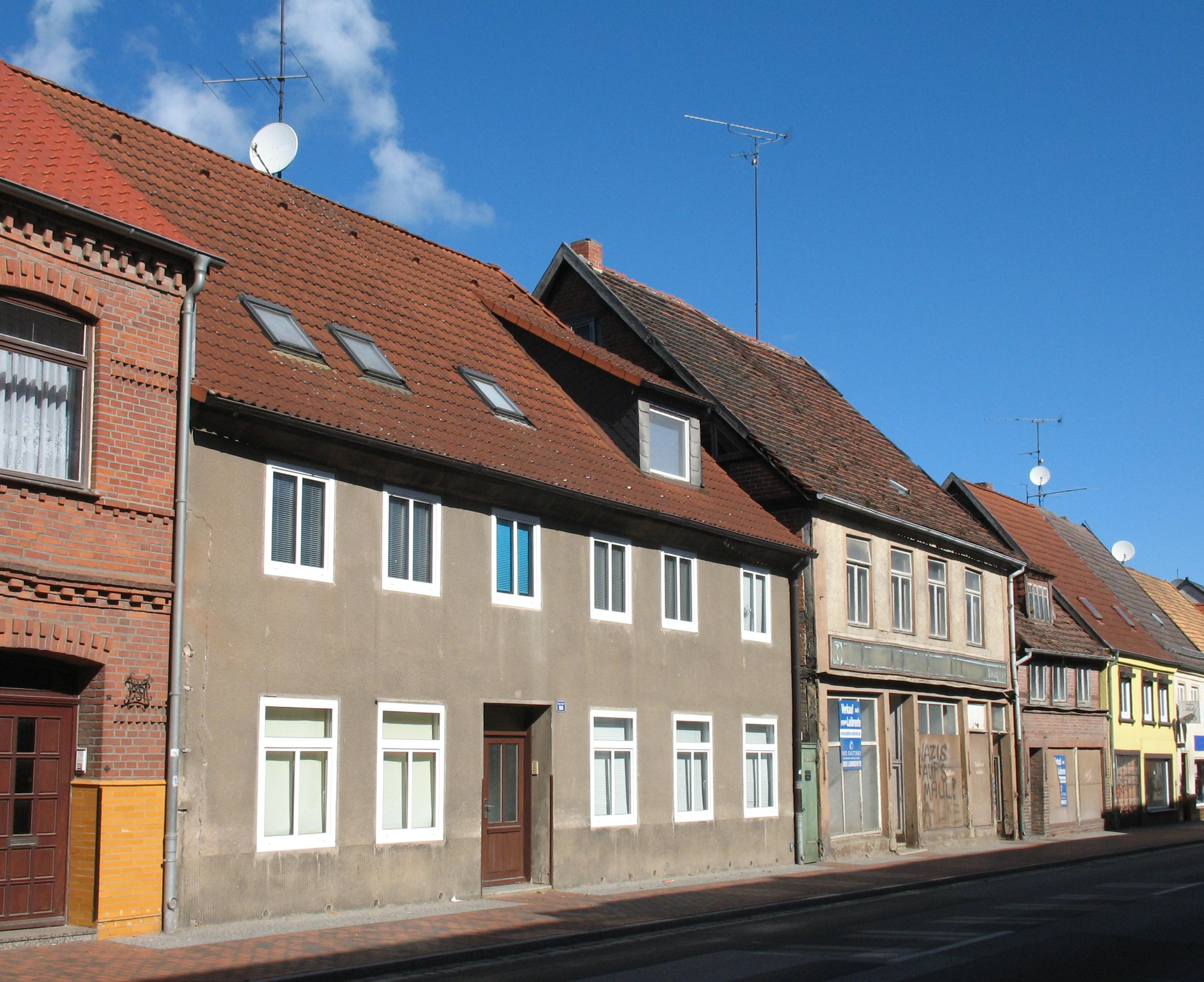
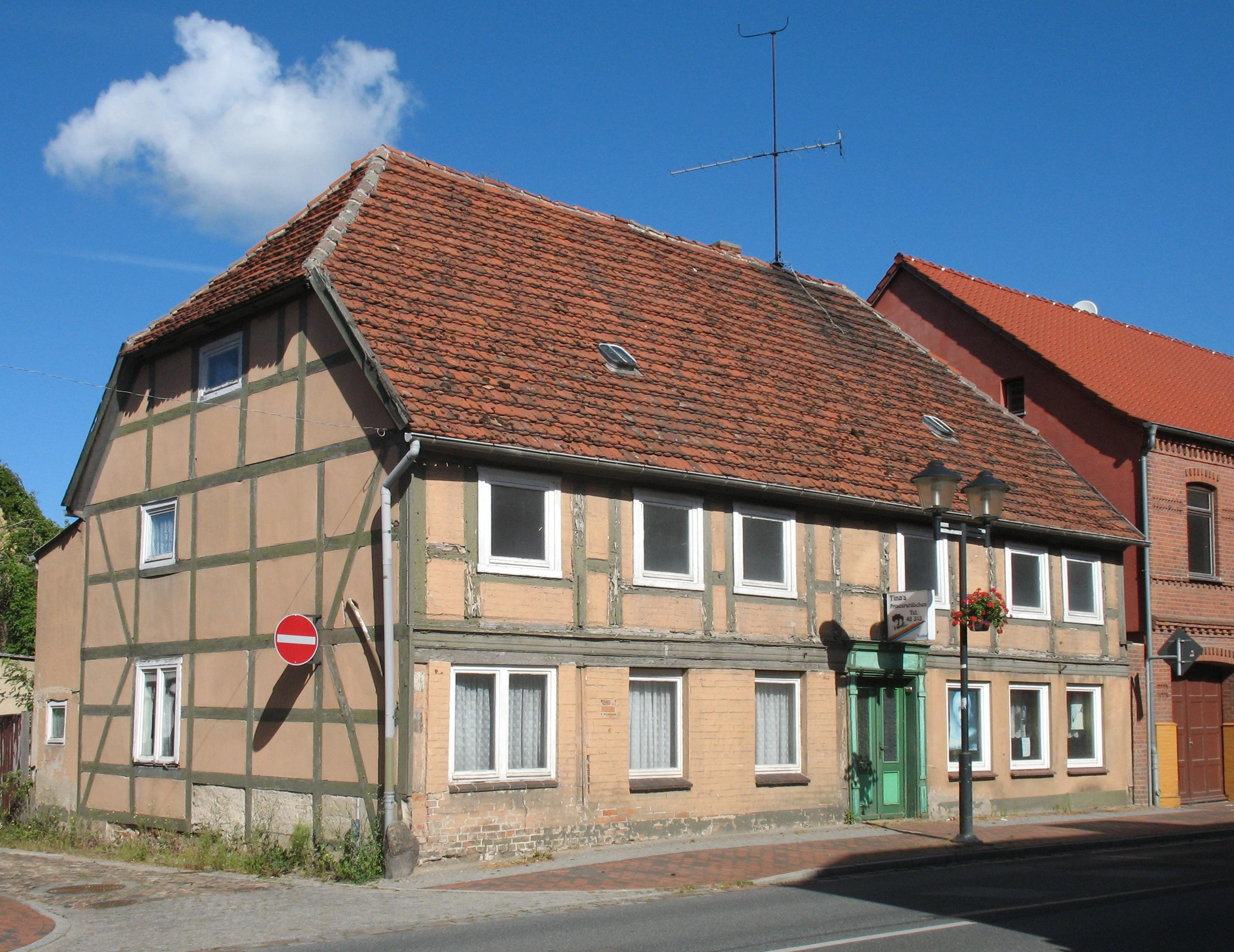
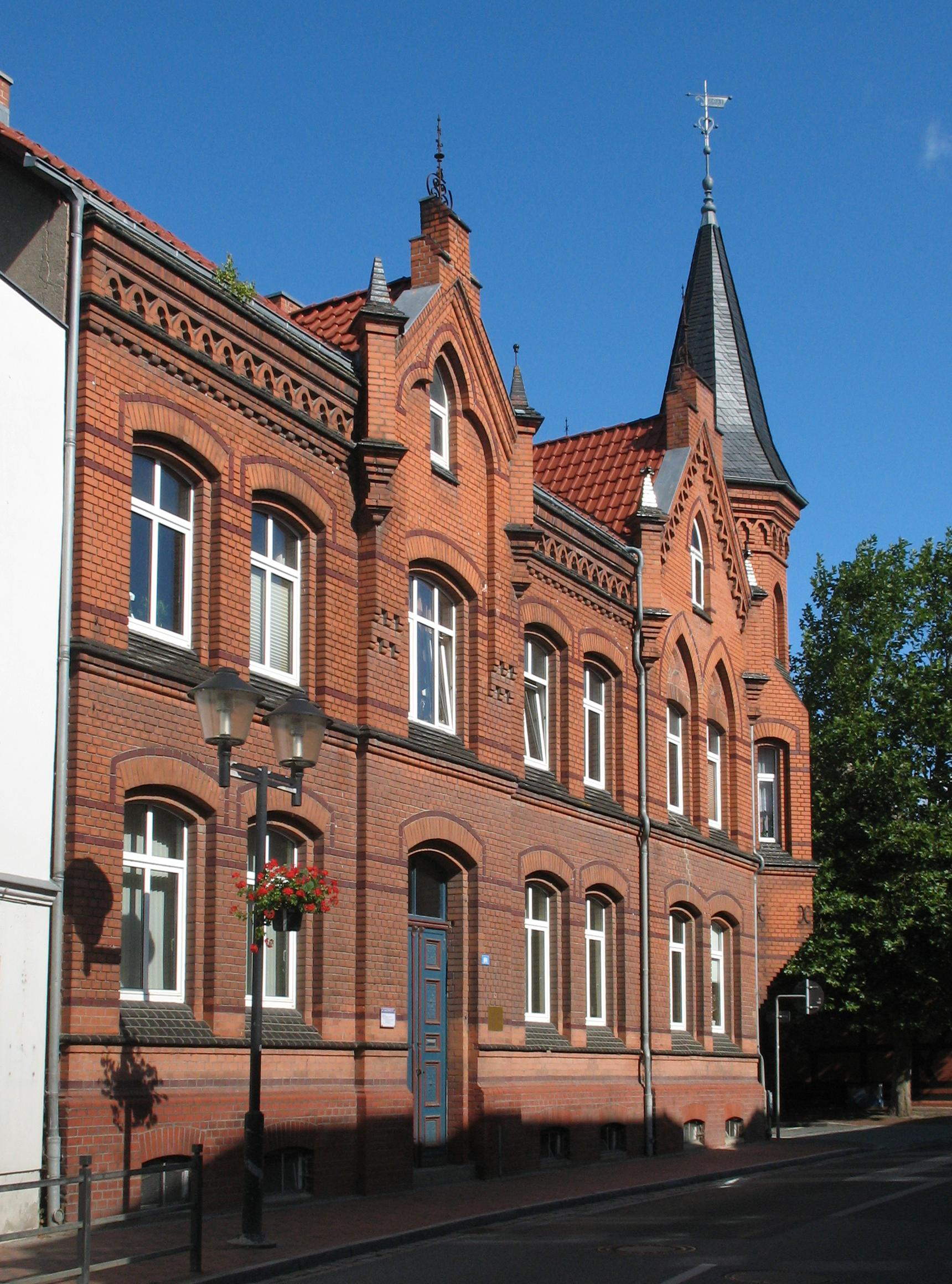
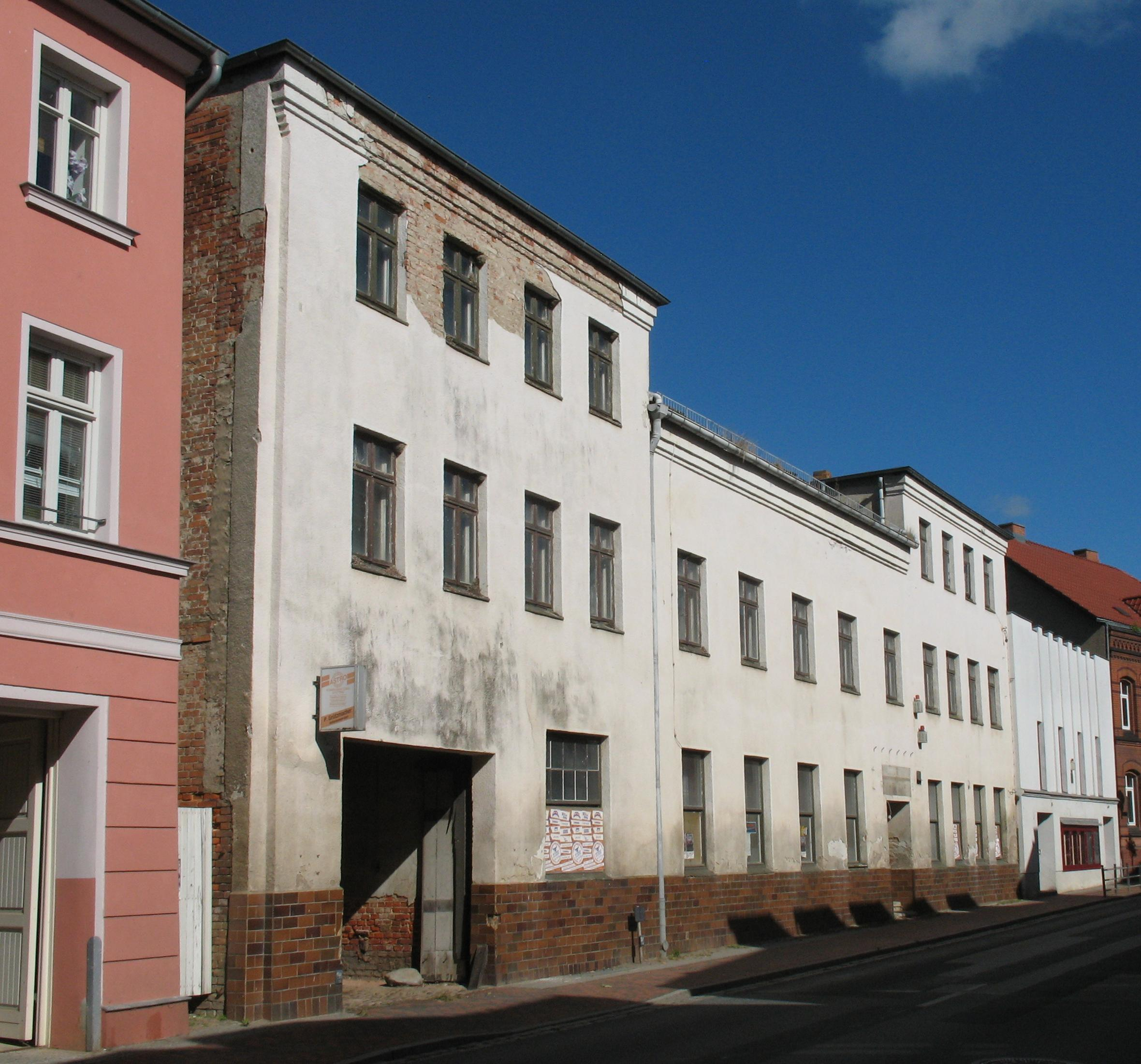
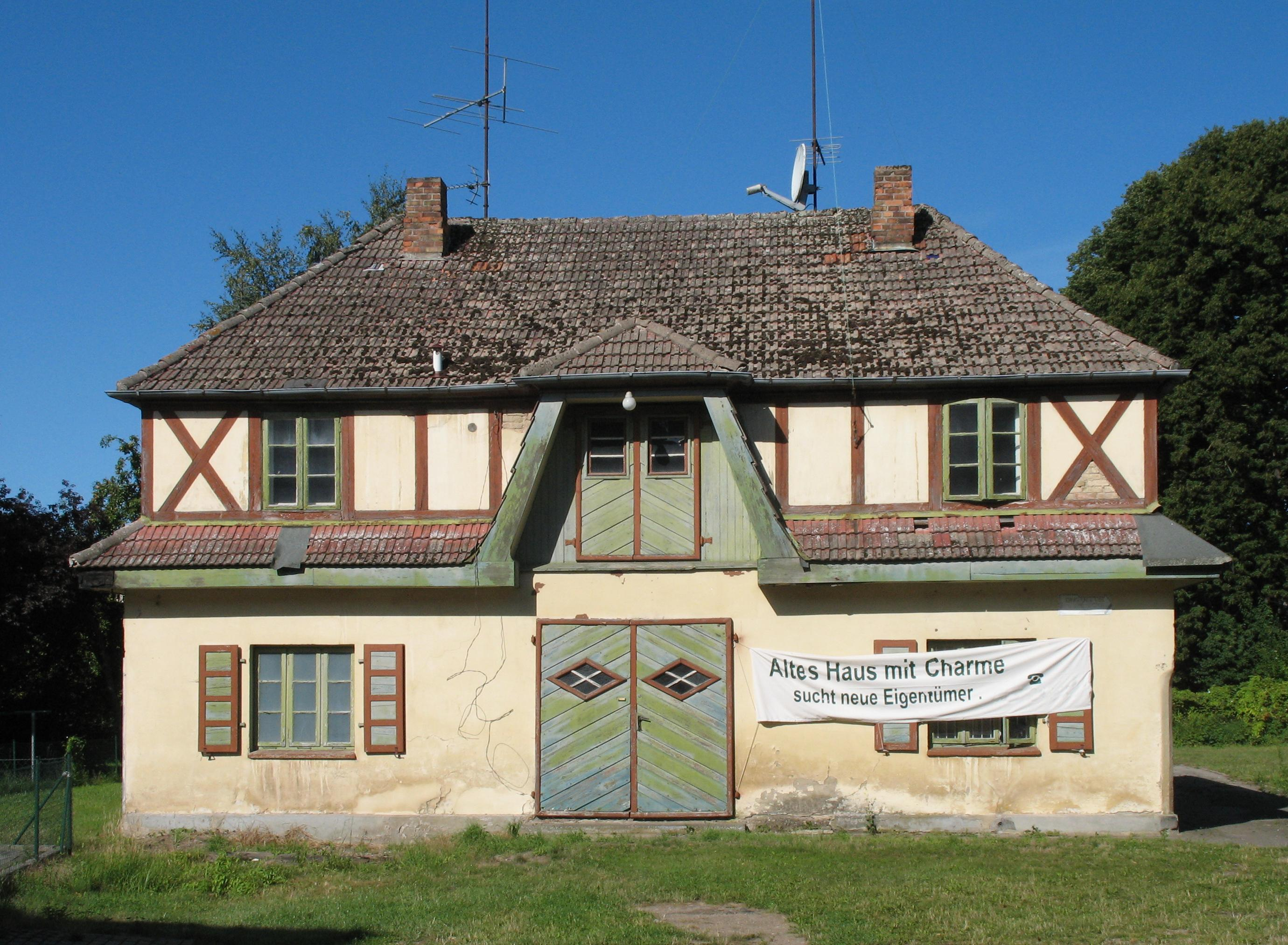
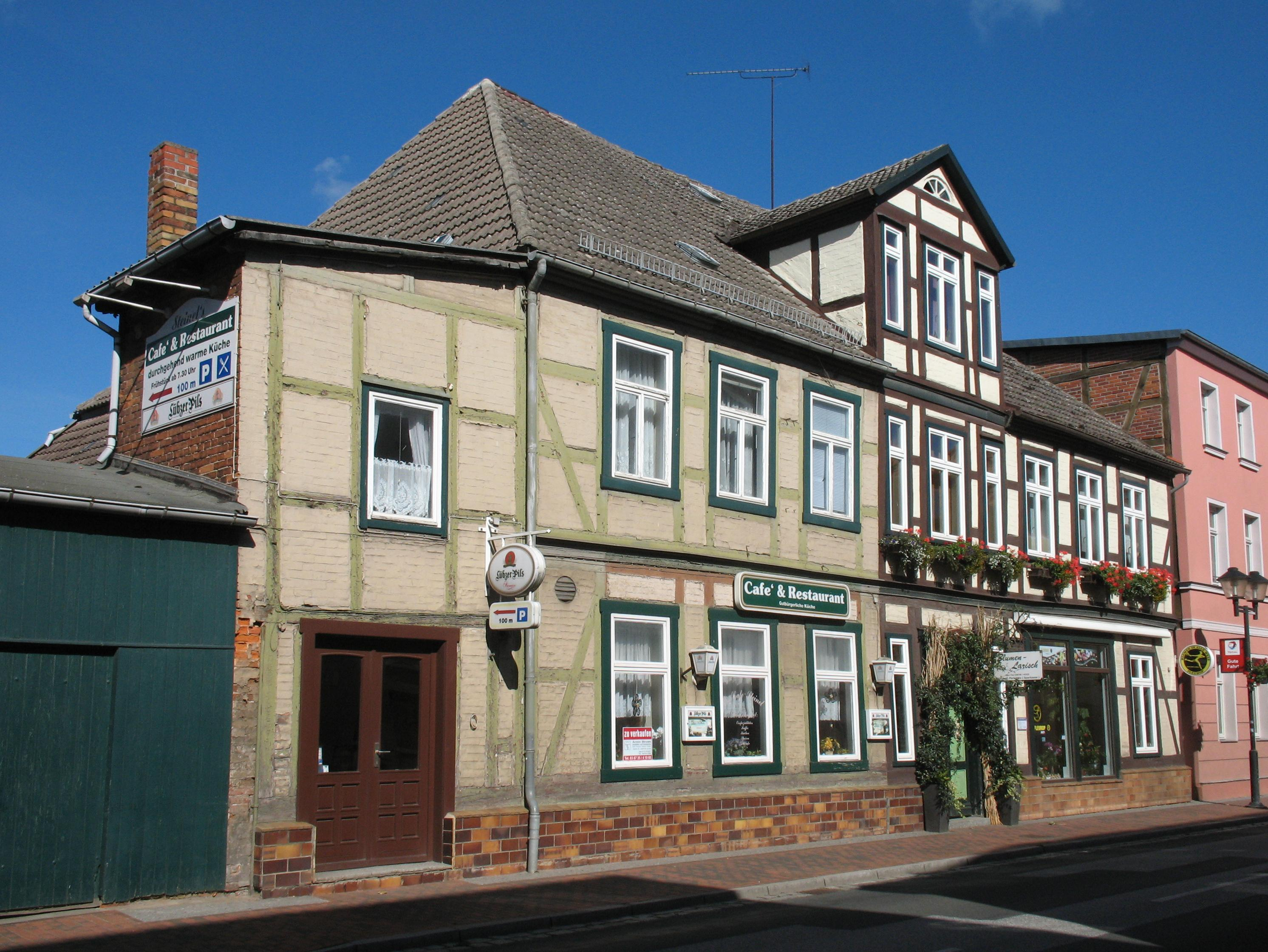